# Хрусталёв, Вячеслав Егорович
Вячеслав Егорович Хрусталёв (27 августа 1947, Бекабад, Ташкентская область — 28 октября 2004, Минск) — советский футболист, вратарь.

## Биография
Вячеслав Хрусталёв родился 27 августа 1947 года в городе Бекабад Ташкентской области (сейчас в Узбекистане).
Играл в футбол на позиции вратаря. В 1966—1968 годах играл во второй группе класса «А» за «Политотдел» из Ташкентской области. В сезоне-66 не провёл ни одного матча, в сезоне-67 4 раза выходил на поле, в сезоне-68 стал основным голкипером, сыграв в 35 поединках.
В 1969—1974 годах играл в минском «Динамо», однако был резервным вратарём. За шесть сезонов провёл в чемпионатах СССР 21 матч, при этом в 1971 и 1972 годах ни разу не выходил на поле. В сезоне-74 сыграл 4 матча в первой лиге, пропустив 7 мячей.
В 1975 году перебрался в павлодарский «Трактор», выступавший во второй лиге. В течение трёх сезонов провёл 83 матча.
В 1978—1979 годах играл во второй лиге за могилёвский «Днепр», провёл 88 поединков.
По окончании игровой карьеры работал тренером, а затем директором минской СДЮШОР № 3.
С 1994 года был директором минского стадиона «Динамо».
Умер 28 октября 2004 года в Минске от инфаркта. Похоронен на Восточном кладбище Минска.